# Katharina Krüger
Katharina Krüger (Berlijn-Zehlendorf, 3 januari 1990) is een rolstoeltennisspeelster uit Duitsland. Krüger begon met tennis toen zij zeven jaar oud was. Zij speelt rechtshandig.

## Medische voorgeschiedenis
Krüger werd geboren met een dwarslaesie als gevolg van een spina bifida. Aangezien haar beide ouders tennis speelden, kwam zij al jong in aanraking met deze sport. Vanuit haar rolstoel begon zij op zevenjarige leeftijd tennis te spelen. Van 2010–2015 studeerde zij rehabilitatiepedagogiek, en sindsdien helpt zij jonge gehandicapte mensen om aanpassingen in hun leven te maken.

## Loopbaan
Reeds op elfjarige leeftijd nam zij deel aan het neventoernooi ("second draw") van het German Open-toernooi van 2001 in Berlijn. Zij werd Duits nationaal kampioene in zes achtereenvolgende jaren 2005–2010.
Haar eerste titel behaalde zij in 2005 op het dubbelspeltoernooi van het German Open in Essen. Haar eerste enkelspeltitel veroverde zij op het Birkesdorf Open Futures-toernooi van 2007 in de Duitse plaats Doren, waar zij in de finale de Britse Jordanne Whiley versloeg. Krüger wist in 2009 voor het eerst een enkelspelfinale op het niveau "ITF 3 Series" te winnen op het Bavarian Indoor Open, ten koste van de Nederlandse Marjolein Buis. Op het niveau "ITF 1 Series" bereikte zij in 2008 voor het eerst een finale, in het dubbelspeltoernooi van het BNP Paribas French Open in Parijs. In 2009 bereikte zij haar eerste enkelspelfinale van dat niveau, op het Sardinia Open-toernooi in Italië – deze verloor zij van de Nederlandse Sharon Walraven. Haar eerste titel op dit niveau won zij in 2011 op het dubbelspeltoernooi van het South African Open in Sun City (Zuid-Afrika), samen met landgenote Sabine Ellerbrock. Zij won voor het eerst een enkelspeltitel op dit niveau op het Birmingham Classic van 2016 in de Canadese stad Mississauga, waar zij de Amerikaanse Emmy Kaiser in de finale versloeg. In 2017 won zij het Sardinia Open, waar zij in de finale de Française Charlotte Famin versloeg. In de finale van het Belgian Open 2018 in de Belgische plaats Jambes verloor zij van landgenote Sabine Ellerbrock.
Driemaal nam Krüger deel aan de Paralympische spelen, in 2008 (Peking), 2012 (Londen) en 2016 (Rio de Janeiro). In het enkelspel bereikte zij in alle drie edities de tweede ronde. In 2012 bereikte zij met Ellerbrock de kwartfinale, waar zij hun meerdere moesten erkennen in het Britse koppel Lucy Shuker en Jordanne Whiley.
Sinds 2009 speelt Krüger ook op de grandslamtoernooien. In de meeste gevallen strandde zij steeds in de eerste ronde. Voor het eerst won zij een partij op het dubbelspeltoernooi van het Australian Open 2009, samen met de Poolse Agnieszka Wysocka – zij verloren de finale van het Nederlandse duo Korie Homan en Esther Vergeer.
Na een grandslamonderbreking van vier jaar nam Krüger deel aan het US Open 2022 – daar won zij in het enkelspel van Française Pauline Déroulède.

## Resultaten grandslamtoernooien
| Legenda | Legenda                          |
| ------- | -------------------------------- |
| g.t.    | geen toernooi gehouden           |
| l.c.    | lagere categorie                 |
| –       | niet deelgenomen                 |
| G       | uitgeschakeld in de groepsfase   |
| 1R      | uitgeschakeld in de eerste ronde |
| 2R      | uitgeschakeld in de tweede ronde |
| 3R      | uitgeschakeld in de derde ronde  |
| 4R      | uitgeschakeld in de vierde ronde |
| KF      | uitgeschakeld in de kwartfinale  |
| HF      | uitgeschakeld in de halve finale |
| F       | de finale verloren               |
| W       | het toernooi gewonnen            |
| w-v     | winst/verlies-balans             |

### Enkelspel
- De kwartfinale is doorgaans de eerste ronde.

| Australian Open | KF   | KF   | –    | KF   | KF | KF | –  | 1R |
| Roland Garros   | –    | KF   | KF   | –    | –  | KF | –  | 2R |
| Wimbledon       | g.t. | g.t. | g.t. | g.t. | –  | KF | –  | –  |
| US Open         | –    | –    | –    | –    | –  | –  | 2R | 1R |

### Dubbelspel
- De halve finale is doorgaans de eerste ronde.

| Australian Open | F  | HF | –  | –  | HF | HF | HF | –  | 1R |
| Roland Garros   | –  | HF | HF | –  | –  | –  | HF | –  | 1R |
| Wimbledon       | HF | –  | –  | HF | HF | –  | HF | –  | –  |
| US Open         | –  | –  | –  | –  | –  | –  | –  | 1R | 1R |